# Araǰin Xowmb
Araǰin Xowmb (in armeno Առաջին խումբ) è il secondo livello del campionato armeno di calcio.
Fu istituito nel 1992 dalla Federazione calcistica dell'Armenia.

## Struttura
Poiché il campionato è disputato quasi interamente da formazioni riserva delle squadre di Bardsragujn chumb, nel 2011 nessuna squadra è stata promossa in massima serie. A partire dal 2012-2013, se la squadra vincitrice non è una formazione riserva, può essere promossa in Bardsragujn chumb.
Per il torneo 2012-2013 è stata iscritta una nuova formazione titolare, l'Alaškert.
Nella stagione 2023-2024 le squadre iscritte al torneo sono 15, le quali si affronteranno 2 volte per un totale di 28 giornate più due turni di riposo. Al termine della stagione, la prima classificata verrà promossa in massima serie.

## Squadre 2025-2026
| Club               | Città        |
| ------------------ | ------------ |
| Andranik           | Vardenis     |
| Araks Ararat       | Ararat       |
| Ararat 2           | Erevan       |
| Ararat-Armenia 2   | Erevan       |
| Bentonit           | Ijevan       |
| BKMA Erevan 2      | Erevan       |
| Hayq               | Spitak       |
| Lernayin Artsakh   | Goris        |
| Mika Erevan        | Erevan       |
| Noah 2             | Erevan       |
| P'yownik 2         | Erevan       |
| Sardarapat         | Armavir      |
| Širak 2            | Gyumri       |
| Syunik             | Kapan        |
| Urartu 2           | Erevan       |
| Van Charentsavan 2 | Charentsavan |

## Albo d'oro
| Anno      | Campioni         | Secondo posto        |
| 1992      | Araks Ararat     | Aragats Gyumri       |
| 1993      | Zangezour        | Dvin Artashat        |
| 1993      | Lori             | Aznavour Noyemberyan |
| 1994      | Širak 2          | Mika Ashtarak        |
| 1995-1996 | Arabkir Erevan   | BKMA Erevan          |
| 1996-1997 | Dvin Artashat    | Lori                 |
| 1997      | Širak 2          | Spitak               |
| 1998      | Zvart'noc'       | Lori                 |
| 1999      | Dinamo Erevan    | Mika Erevan          |
| 2000      | Armenicum        | Karabakh             |
| 2001      | Malatia Erevan   | FIMA Erevan          |
| 2002      | Armavir          | Araks Ararat         |
| 2003      | Kilikia          | Vagharshapat         |
| 2004      | P'yownik 2       | Lernayin Artsakh     |
| 2005      | P'yownik 2       | Ararat               |
| 2006      | P'yownik 2       | Lernayin Artsakh     |
| 2007      | P'yownik 2       | Mika Erevan 2        |
| 2008      | Shengavit        | P'yownik 2           |
| 2009      | Impuls           | Shengavit            |
| 2010      | Ararat           | Banants 2            |
| 2011      | Shengavit        | Mika Erevan 2        |
| 2012-2013 | Alaškert         | P'yownik 2           |
| 2013-2014 | Banants 2        | Alaškert 2           |
| 2014-2015 | Alaškert 2       | Banants 2            |
| 2015-2016 | Alaškert 2       | Mika Erevan 2        |
| 2016-2017 | Banants 2        | P'yownik 2           |
| 2017-2018 | Lori             | Artsakh              |
| 2018-2019 | Junior Sevan     | Erevan               |
| 2019-2020 | non assegnato    | non assegnato        |
| 2020-2021 | Sevan            | BKMA Erevan          |
| 2021-2022 | Lernayin Artsakh | Širak                |
| 2022-2023 | West Armenia     | BKMA Erevan 2        |
| 2023-2024 | Ganjasar         | Syunik               |
| 2024-2025 | BKMA Erevan 2    | Syunik               |